# Structure de défaisance
Une structure de défaisance est une entité juridique chargée d'isoler des actifs financiers d'une entreprise ou d'un secteur par le biais d'une opération de défaisance.
La structure de défaisance fait intervenir un consortium de réalisation (ou « banque-poubelle » ou « banque-hôpital » ou en anglais bad bank).

## Histoire
La première structure publique de défaisance fut la Home Owner Loan Corporation créée en 1934 aux États-Unis dans le but de racheter aux banques les prêts hypothécaires défaillants.

## Fonctionnement
Les structures de défaisance sont de deux types : les structures privées et les structures publiques.

### Structure de défaisance privée
Les structures de défaisance privée servent à isoler des actifs financiers et les dettes d'une société en les cédant simultanément à une société tierce indépendante. La gestion des actifs et des passifs sont ainsi confiés à un trust qui finance le service de la dette par les intérêts des actifs qui lui sont confiés.
Cette opération permet de nettoyer le haut de bilan de la société en faisant apparaître moins de dettes et moins d'actifs[réf. nécessaire].

### Structure de défaisance publique
Les structures de défaisance publiques sont en général des agences publiques qui rachètent des actifs à haut risque à des institutions financières publiques ou privées au-dessus de leur valeur de marché. Le but de ce genre de transaction est d'éviter les faillites bancaires systémiques en 'socialisant les pertes', c'est-à-dire en reportant sur la puissance publique (l'État ou une collectivité locale) les coûts (remboursements de crédits à taux variables notamment) engagés initialement par les institutions défaillantes.
D'un point de vue juridique, la structure de défaisance rachète les actifs à haut risque, puis tente de les revendre au meilleur – ou moins mauvais – prix. Ce type de montage juridique permet d'isoler les pertes latentes au sein d'une seule et même structure.
Le principal argument des opposants à ce type de défaisance est qu'il consiste à reporter sur la collectivité, donc les contribuables, des prises de risques privées hasardeuses, selon la formule « privatiser les bénéfices, socialiser les pertes » et pose donc la question de l'aléa moral.

## Exemples

### Allemagne
En 2009 le gouvernement fédéral créa la première structure de défaisance sous le nom de Erste Abwicklungsanstalt pour gérer les actifs douteux de la banque WestLB. En 2010 la deuxième et plus importante structure nommée FMS Wertmanagement a été créée pour gérer les actifs de Hypo Real Estate.

### Belgique et Luxembourg
- Royal Park Investments SA/NV: La banque Fortis est rachetée par BNP Paribas le 5 octobre 2008. Les actifs à risques sont placés dans une structure de défaisance abondée par les États belges et luxembourgeois[2].

### Espagne
En septembre 2012, le gouvernement espagnol approuve « un nouvel éventail de mesures destinées à la création d’une bad bank et qui donne davantage de pouvoir à la Banque centrale pour fermer les établissements de crédit en difficulté ». Le ministre de l'économie affirme qu'elle sera opérationnelle en novembre 2012.

### États-Unis
- Home Owner Loan Corporation, chargée de racheter aux banques des crédits hypothécaires (créé en 1934)
- Resolution Trust Corporation, chargée de racheter les engagements immobiliers des caisses d'épargne américaine alors en quasi-faillite (créé en 1989)
- Plan Paulson (2008) pour reprise généralisée des actifs financiers liés aux crédits subprimes

### France
- Consortium de réalisation, structure de défaisance du crédit Lyonnais (créé en 1993)
- une autre structure est envisagée, à l'automne 2011, pour faire face à la crise de liquidité qu'affronte la banque franco-belge Dexia lors de la crise financière de 2011.
- une structure est envisagée en 2015 pour reprendre les activités les plus déficitaires d’Areva[4].

### Japon
- Financial Reconstruction Committee, charger de racheter des actifs immobiliers (créé en 1998)

### Suède
La Suède constitua en 1992 une structure de défaisance nommée Securum, qui fut dissoute en 1997. Le coût du sauvetage du système bancaire suédois, mis en péril par l'éclatement d'une bulle immobilière, initialement de 4 % du PIB, fut ramené entre 0 et 2 % du PIB par la revente des créances, dont l'essentiel avait été déjà effectué à l'été 1994, et par les recettes de privatisation des banques temporairement nationalisées.

### Suisse
En 2008, la Banque Nationale Suisse a créé le StabFund pour sortir les actifs toxiques de la banque UBS.